# Zebrias synapturoides
Zebrias synapturoides es una especie de pez de la familia Soleidae en el orden de los Pleuronectiformes.

## Distribución geográfica
Se encuentran desde las  costas del Golfo Pérsico hasta las de Papúa Nueva Guinea.